# Creu de terme del Cementiri de Sant Joan d'Oló
La Creu de terme del Cementiri de Sant Joan d'Oló és una obra gòtica de Santa Maria d'Oló (Moianès) inclosa a l'Inventari del Patrimoni Arquitectònic de Catalunya.

## Descripció
Es tracta d'una creu de terme, avui situada al cementiri de Sant Joan d'Oló. La seva base és circular, d'uns 40cm de diàmetre. El fust és cilíndric i d'uns 15cm de diàmetre, molt esvelt; la seva base estroncocònica i afuada. El fust és coronat amb un capitell característic de les creus de terme, molt simple.
La creu, de forma gòtica tradicional, té un medalló caironat amb la imatge de Crist clavat a la creu a una cara i de la Verge a l'altra.

## Història
Es una típica creu de terme, avui situada fora del seu context original. Motius de seguretat han considerat la conveniència de traslladar la creu a l'interior de l'església.